# Byrsia aurantiaca
Byrsia aurantiaca är en fjärilsart som beskrevs av Pieter Cornelius Tobias Snellen 1886. Byrsia aurantiaca ingår i släktet Byrsia och familjen björnspinnare. Inga underarter finns listade i Catalogue of Life.